# Solarizado
Solarizado (Solarized em inglês) é um esquema de cores para editores de código e emuladores de terminal criado por Ethan Schoonover. O esquema é disponibilizado em um modo claro e um modo escuro. O tema foi portado para várias aplicações com algumas já o incluindo pré-instalado.

## História
Ethan Schoonover começou a trabalhar no tema em 2010 depois de instalar um editor de código e não encontrar um esquema de cores que o agradasse.
Inicialmente, Ethan tentou modificar as cores de outro esquema chamado Zenburn, mas foi desencorajado pela implementação em vim script e não concordava com diversas decisões de design. Ethan levou cerca de seis meses para pesquisar e criar o tema Solarizado, com o objetivo de alcançar um design rígido. O tema foi publicado em abril de 2011 no GitHub.
Ethan recusou doações ao projeto, buscando evitar responsabilidade com pedidos de alterações. Ele considerou lançar uma versão chamada "Solarized 2" para contornar problemas de suporte legado baseados no tema original.

## Design
Ethan usava o Vim como editor, então considerou as limitações de cores do terminal e decidiu limitar o tema em 16 cores. Ele também trabalhou nos modos claro e escuro com o objetivo de os fazer opostos e coesos. Usando sua experiência anterior com fotografia e cores, o tema foi feito dentro do espaço de cores CIELAB.
Ethan trabalhou inicialmente com o realce de sintaxe de Ruby e Haskell. O uso das cores amarelo e azul foram escolhas pessoais de  Ethan, sendo o amarelo associado com "sono, formas, e músicas agradáveis" por sinestesia, e o azul representando como imagina se afogar no oceano por conta de sua talassofobia.
Os temas claro e escuro possuem diferenças de iluminação simétricas de acordo com o CIELAB, preservando seu contraste.

### Cores
| Cor     | Cor     | CIELAB D65 | CIELAB D65 | CIELAB D65 | sRGB    | sRGB | sRGB | sRGB | xterm  | Terminal  | Uso                         |
| Nome    | Amostra | L*         | a*         | b*         | Hex     | R    | G    | B    | Código | Nome      | Uso                         |
| ------- | ------- | ---------- | ---------- | ---------- | ------- | ---- | ---- | ---- | ------ | --------- | --------------------------- |
| Base03  |         | 15         | −12        | −12        | #002b36 | 0    | 43   | 54   | 234    | brblack   | tons de fundo (modo escuro) |
| Base02  |         | 20         | −12        | −12        | #073642 | 7    | 54   | 66   | 235    | black     | tons de fundo (modo escuro) |
| Base01  |         | 45         | −07        | −07        | #586e75 | 88   | 110  | 117  | 240    | brgreen   | conteúdo                    |
| Base00  |         | 50         | −07        | −07        | #657b83 | 101  | 123  | 131  | 241    | bryellow  | conteúdo                    |
| Base0   |         | 60         | −06        | −03        | #839496 | 131  | 148  | 150  | 244    | brblue    | conteúdo                    |
| Base1   |         | 65         | −05        | −02        | #93a1a1 | 147  | 161  | 161  | 245    | brcyan    | conteúdo                    |
| Base2   |         | 92         | −00        | 10         | #eee8d5 | 238  | 232  | 213  | 254    | white     | tons de fundo (modo claro)  |
| Base3   |         | 97         | 00         | 10         | #fdf6e3 | 253  | 246  | 227  | 230    | brwhite   | tons de fundo (modo claro)  |
| Yellow  |         | 60         | 10         | 65         | #b58900 | 181  | 137  | 0    | 136    | yellow    | tons destacados             |
| Orange  |         | 50         | 50         | 55         | #cb4b16 | 203  | 75   | 22   | 166    | brred     | tons destacados             |
| Red     |         | 50         | 65         | 45         | #dc322f | 220  | 50   | 47   | 160    | red       | tons destacados             |
| Magenta |         | 50         | 65         | −05        | #d33682 | 211  | 54   | 130  | 125    | magenta   | tons destacados             |
| Violet  |         | 50         | 15         | −45        | #6c71c4 | 108  | 113  | 196  | 61     | brmagenta | tons destacados             |
| Blue    |         | 55         | −10        | −45        | #268bd2 | 38   | 139  | 210  | 33     | blue      | tons destacados             |
| Cyan    |         | 60         | −35        | −05        | #2aa198 | 42   | 161  | 152  | 37     | cyan      | tons destacados             |
| Green   |         | 60         | −20        | 65         | #859900 | 133  | 153  | 0    | 64     | green     | tons destacados             |

## Recepção
Após o lançamento no GitHub, o esquema alcançou os percentis superiores de projetos daquela semana. Joel Falconer, do The Next Web, recomendou o Solarizado, escrevendo: "Duvido que existam muitos, se houver, esquemas de cores para terminais que tenham recebido a quantidade de reflexão e atenção que o Solarizado de Schoonover recebeu." Escrevendo para Tidbits, Steven Aquino testou o Solarizado claro junto com a fonte Cousine e relatou que "como uma pessoa com deficiência visual, acho a combinação extremamente confortável para meus olhos. ... Estou sentindo consideravelmente menos cansaço visual do que o normal." Selenized, uma revisão da paleta Solarizada feita por Jan Warchol, tem como objetivo melhorar a legibilidade e distinguir melhor tons próximos (como verde-amarelo e azul-violeta); OKSolar, de Zack Voase, tem como objetivo fornecer brilho perceptual mais uniforme usando cores definidas no espaço OKLab (em oposição ao CIELAB).

## Galeria

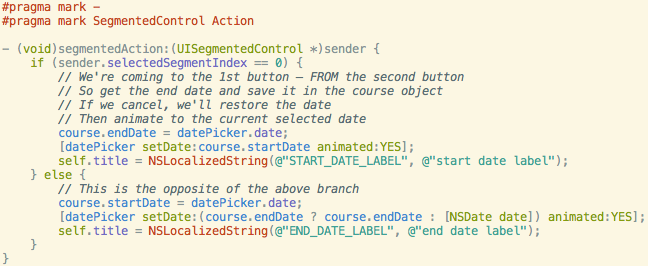
O tema claro do Solarizado sendo usado para realce de sintaxe para código fonte de Objective-C
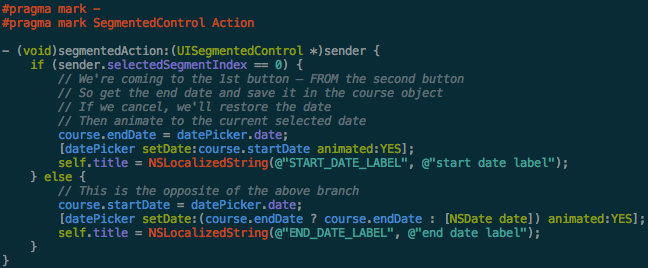
O mesmo caso de uso porém com o tema escuro.
Modo escuro sendo usado em um mapa do metrô de Paris
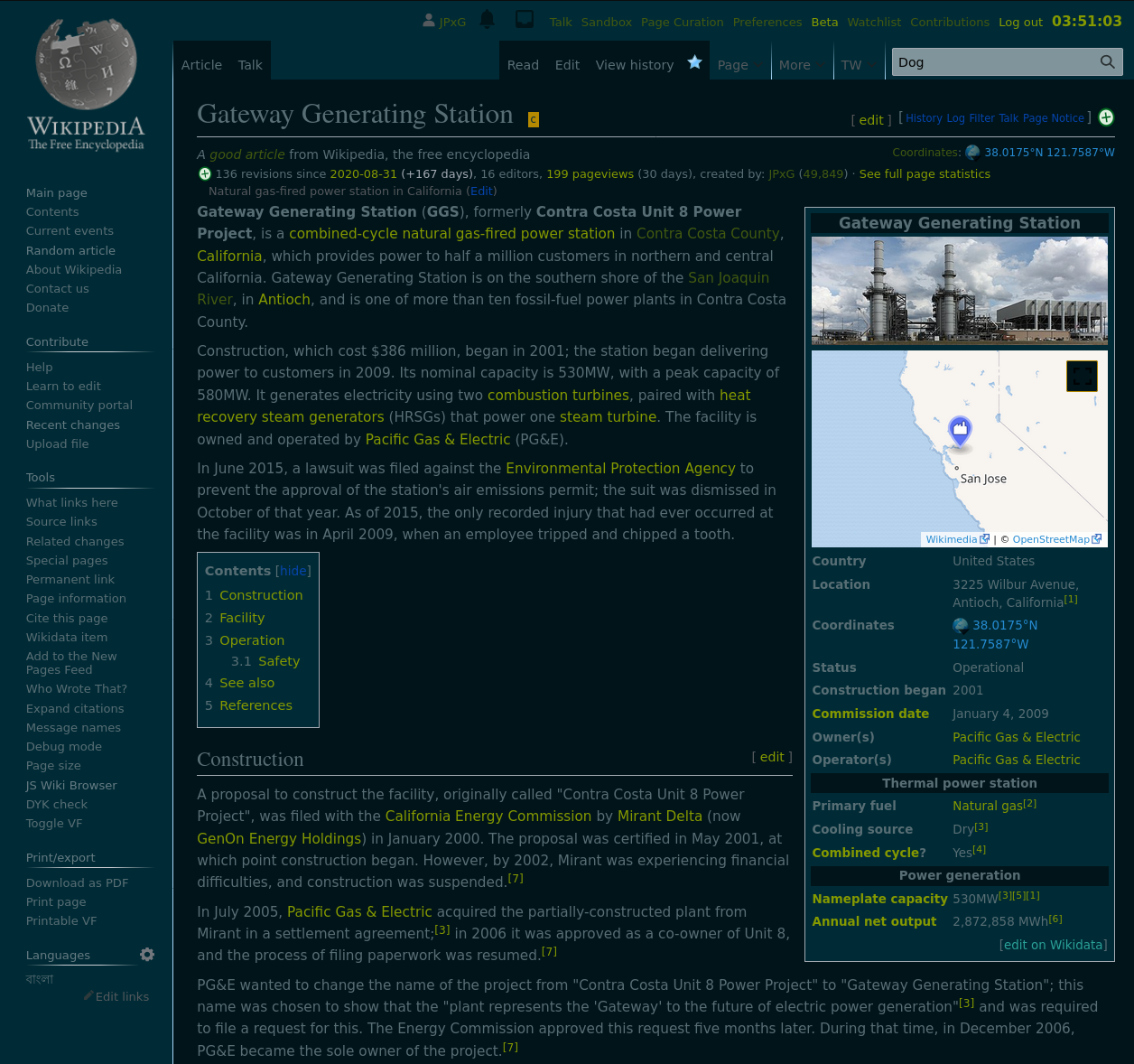
Uma página da Wikipédia customizada para usar o tema Solarizado escuro